# Reidar Berg
Reidar Andreas Berg (Oslo, 30 marzo 1924 – Oslo, 16 febbraio 2018) è stato un bobbista norvegese.

## Biografia
Berg ha studiato pasticceria, ma per gran parte della sua vita gestì un'officina meccanica che produceva trasmissioni per l'industria. Durante la seconda guerra mondiale prestò servizio nelle forze di polizia in Svezia e Finnmark.
Fu membro del Partito del Progresso fin dalla fondazione nel 1973 e rappresentò il partito nel consiglio comunale di Oslo per 16 anni.
Con lo slittino, Berg rappresentò l'Akeforeningen di Oslo. Partecipò alle Olimpiadi invernali di Sankt Moritz 1948 con la Nazionale di bob della Norvegia, classificandosi al 5º posto.